# ハーヴェスター (駆逐艦)
|          |                                                                |
| 艦歴     |                                                                |
| 発注     |                                                                |
| 起工     | 1938年6月3日                                                   |
| 進水     | 1939年9月29日                                                  |
| 就役     | 1940年5月23日                                                  |
| 退役     |                                                                |
| その後   | 1943年3月11日に戦没                                            |
| 除籍     |                                                                |
| 性能諸元 |                                                                |
| 排水量   | 基準 1,350トン、 満載 1,883 トン                               |
| 全長     | 323 ft (98.5 m)                                                |
| 全幅     | 33 ft (10.1 m)                                                 |
| 吃水     | 12 ft 5 in (3.8 m)                                             |
| 機関     | パーソンズ式ギアード・タービン 3缶、2軸推進、34,000 hp (30 MW) |
| 最大速   | 36ノット (67 km/h; 41 mph)                                     |
| 乗員     | 145名                                                          |
| 兵装     | 4.7インチ砲3門 0.5インチ対空機銃8基 21インチ魚雷発射管8門      |

ハーヴェスター (HMS Harvester, H19) はイギリス海軍の駆逐艦。もともとブラジル海軍向けに建造され、1939年9月にイギリスが買収したH級駆逐艦6隻の内の1隻で、旧艦名はフルア (Jurua)。イギリスが取得後、最初はハンディ (Handy) と命名されていた。

## 艦歴
1938年6月3日起工。1939年9月29日進水。1940年5月23日就役。第9駆逐艦戦隊に編入されダイナモ作戦やそれに続くフランスからの撤退作戦に参加。それからは主に船団護衛に従事。1940年10月30日、アイルランド沖でドイツ潜水艦「U32」を撃沈。1941年には地中海でMD4作戦とスプライス作戦にも参加した。
1943年3月10日、HX228船団護衛中にドイツ潜水艦「U444」を撃沈。この際、「ハーヴェスター」は「U444」に体当たりしており、それによって「ハーヴェースター」も損傷した。3月11日、「ハーヴェスター」はドイツ潜水艦「U432」の雷撃で撃沈された。戦死者145名。